# フロイラインカップ
フロイラインカップは、ホッカイドウ競馬で施行される地方競馬の重賞競走（平地競走）である。格付けはH3。正式名称は「デイリースポーツ杯 フロイラインカップ」。

## 概要
2002年にサラブレッド系3歳牝馬限定の重賞競走として新設。ホッカイドウ競馬のグレードではH3に格付けされている。
2008年までは札幌競馬場と旭川競馬場で開催されてきたが、2009年より門別競馬場に変更された。2010年までは地方全国交流競走で、地方他地区所属馬も出走が可能であった。2010年をもって一旦廃止された。
廃止から14年後の2024年度に、3歳牝馬競走の充実を図る目的で本競走が再開されることになった。施行距離はダート1700m、1着賞金は500万円となる。なお、回次は2010年から引き継がれ、これまでと同じく6月に施行されるが、条件は北海道所属馬限定となった。また、上位2着までに入着した馬にノースクイーンカップの優先出走権が与えられるトライアル競走に位置づけられた。
2025年にレース名が「デイリースポーツ杯 フロイラインカップ」となる。
スタリオンシリーズ競走に指定されている。2010年はステイゴールドの次年度種付権が副賞として贈られた。2024年と2025年の対象種牡馬はシャープアステカで付与対象は馬主。

### 条件・賞金等（2025年）
出走条件
サラブレッド系3歳牝馬、北海道所属
負担重量
定量（55kg）
賞金額
1着500万円、2着140万円、3着105万円、4着70万円、5着35万円
副賞
スタリオンシリーズに指定されており、シャープアステカの次年度配合権利が優勝馬の馬主に贈られる。
優先出走権付与
1・2着馬にノースクイーンカップの優先出走権が付与される。

## 歴代優勝馬
全てダートコースで施行。
| 回数   | 施行日        | 開催地 | 距離  | 頭数 | 優勝馬             | 性齢 | 所属   | タイム | 優勝騎手   | 管理調教師 |
| ------ | ------------- | ------ | ----- | ---- | ------------------ | ---- | ------ | ------ | ---------- | ---------- |
| 第1回  | 2002年6月6日  | 札幌   | 1700m | 11頭 | オリガミ           | 牝3  | 北海道 | 1:50.1 | 佐々木国明 | 若松平     |
| 第2回  | 2003年6月5日  | 札幌   | 1700m | 14頭 | ウィナーズキャロル | 牝3  | 北海道 | 1:51.7 | 宮崎光行   | 村上正和   |
| 第3回  | 2004年6月3日  | 札幌   | 1700m | 7頭  | ユミコトヨーコ     | 牝3  | 北海道 | 1:49.4 | 千葉津代士 | 田部和則   |
| 第4回  | 2005年6月30日 | 札幌   | 1700m | 13頭 | タケノマーキュリ   | 牝3  | 北海道 | 1:52.8 | 服部茂史   | 角川秀樹   |
| 第5回  | 2006年6月28日 | 札幌   | 1700m | 10頭 | アヤパン           | 牝3  | 北海道 | 1:48.7 | 山口竜一   | 角川秀樹   |
| 第6回  | 2007年6月28日 | 旭川   | 1500m | 11頭 | ティンバーランド   | 牝3  | 北海道 | 1:39.6 | 馬渕繁治   | 田中正三   |
| 第7回  | 2008年6月26日 | 旭川   | 1500m | 8頭  | ディアダンサー     | 牝3  | 北海道 | 1:39.7 | 服部茂史   | 谷口常信   |
| 第8回  | 2009年6月25日 | 門別   | 1200m | 15頭 | ベレンバン         | 牝3  | 北海道 | 1:13.6 | 山口竜一   | 林和弘     |
| 第9回  | 2010年6月24日 | 門別   | 1200m | 9頭  | クラキンコ         | 牝3  | 北海道 | 1:11.5 | 小国博行   | 堂山芳則   |
| 第10回 | 2024年6月18日 | 門別   | 1700m | 11頭 | ポルラノーチェ     | 牝3  | 北海道 | 1:49.6 | 落合玄太   | 田中淳司   |
| 第11回 | 2025年6月26日 | 門別   | 1700m | 10頭 | ゼロアワー         | 牝3  | 北海道 | 1:49.6 | 石川倭     | 佐々木国明 |

### 各回競走結果の出典
- フロイラインカップ　歴代優勝馬 -地方競馬全国協会、2025年6月23日閲覧